# ماري كاري
ماري كاري (بالإنجليزية: Mary Carey)‏ هي لاعب كرة قاعدة أمريكية، ولدت في 8 سبتمبر 1925 في ديترويت في الولايات المتحدة، وتوفي بنفس المكان في 1977.